# Huang Xuechen
Huang Xuechen (黃雪辰S, Huáng XuěchénP; Shanghai, 25 febbraio 1990) è una sincronetta cinese, vincitrice di cinque argenti e due bronzi olimpici.

## Carriera
Dopo avere iniziato a dedicarsi al nuoto, nel 2000 Xuechen è passata al nuoto sincronizzato, facendo il suo debutto internazionale ai mondiali di Melbourne 2007 piazzandosi al 7º posto nel programma libero del singolo. L'anno successivo ha vinto la medaglia di bronzo nella gara a squadre ai Giochi di Pechino 2008.
Dopo essersi confermata ad alti livelli durante i campionati mondiali di nuoto, l'atleta cinese ha vinto altri due prestigiosi titoli olimpici a Londra 2012: l'argento nella gara a squadre e il bronzo nel duo insieme a Liu Ou. Ai successivi Giochi di Rio de Janeiro 2016 giunge al secondo posto nel duo insieme a Sun Wenyan e nella gara a squadre.

## Palmarès
- Giochi olimpici

Pechino 2008: bronzo nella gara a squadre.
Londra 2012: argento nella gara a squadre, bronzo nel duo.
Rio de Janeiro 2016: argento nel duo e nella gara a squadre.
Tokyo 2020: argento nel duo e nella gara a squadre.
- Mondiali

Roma 2009: argento nel libero combinato, bronzo nella gara a squadre (programma tecnico e libero).
Shanghai 2011: argento nel singolo (programma tecnico), nel duo (programma tecnico), nella gara a squadre (programma tecnico e libero) e nel libero combinato.
Barcellona 2013: argento nel singolo (programma tecnico e libero).
Kazan 2015: argento nel singolo (programma libero), nel duo (programma tecnico e libero), nella gara a squadre (programma tecnico e libero) e nel libero combinato.
Gwangju 2019: argento nel duo (programma tecnico e libero) e nella gara a squadre (programma tecnico e libero).
- Giochi asiatici

Canton 2010: oro nella gara a squadre e nel combinato a squadre.
Incheon 2014: oro nel duo e nel combinato a squadre.

## Riconoscimenti
- Atleta dell'anno FINA: 2014